# Telegrafen (tidsskrift)
 For alternative betydninger, se Telegrafen. (Se også artikler, som begynder med Telegrafen)
Telegrafen er et regimentsblad for hærens telegrafregiment, der udkom første gang i 1992. Det er de ansattes blad og tilstræber at bringe stof skrevet af og om soldaterne eller andre ansatte.
Telegrafen udkommer seks gange om året.

## Ekstern henvisning
- Forsvarsnettet, henvisning til ’Telegrafen’

| Anime eller manga | Spire Denne artikel om medie og kommunikation er en spire som bør udbygges. Du er velkommen til at hjælpe Wikipedia ved at udvide den. |